# Jemenitisch-portugiesische Beziehungen
Die jemenitisch-portugiesischen Beziehungen beschreiben das zwischenstaatliche Verhältnis zwischen dem Jemen und Portugal. Seit 1975 unterhalten die Länder direkte diplomatische Beziehungen.
Die heutigen bilateralen Beziehungen sind schwach ausgeprägt. Historisch ist die Anwesenheit der Portugiesischen Seefahrer im 16. Jahrhundert zu nennen.
Im Jahr 2015 waren 18 jemenitische Staatsbürger in Portugal registriert, während im Jahr 2008 ein Portugiese im Jemen gemeldet war.

## Geschichte
Die portugiesische Flotte unter Tristão da Cunha und Afonso de Albuquerque landete in ihrer Mission 1507 auch auf der Insel Sokotra, bei dem seinerzeitigen Hauptort Suq. Sie errichteten eine Festung, verließen die Insel jedoch 1511 wieder, und sie kam unter die Kontrolle des Sultanats Mahra.
Später nahmen die Portugiesen die Stadt Aden ein und unterhielten hier einen Handelsstützpunkt. Am 26. Februar 1548 gelang dem türkischen Admiral Piri Reis die Eroberung Adens.

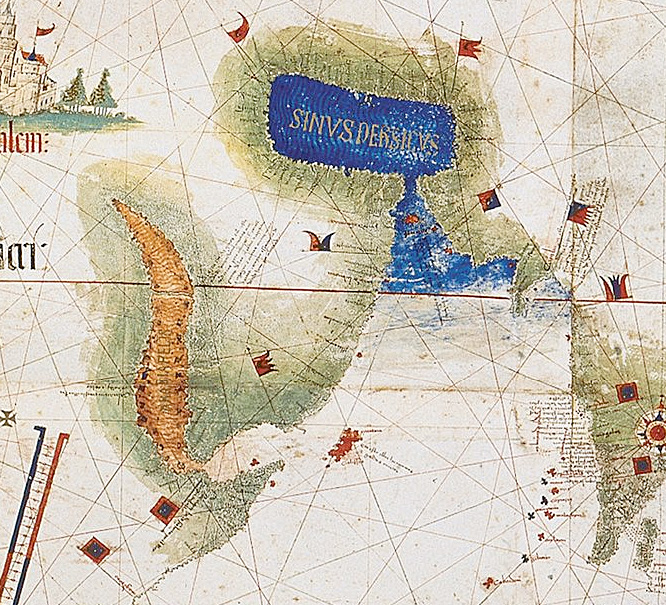
Ausschnitt der Cantino-Planisphäre (1502) mit der Region zwischen Rotem Meer und dem Persischen Golf

Die Region zwischen Ostafrika über den Golf von Aden bis zum Persischen Golf wurde weiter von Portugal über seine Besitzung Hormus kontrolliert. Nachdem Hormus 1622 wieder an Persien gefallen war, baute das durch die Personalunion mit Spanien geschwächte Portugal seine Besitzung in Maskat zu seinem neuen Machtzentrum in der Region aus. Nachdem 1650 auch Maskat an die Omanis fiel, verloren die Portugiesen ihre verbliebenen Besitzungen und damit ihre Vormachtstellung in der Region, blieben jedoch mit Schiffen und sporadischen Bündnissen noch bis ins 18. Jahrhundert anwesend, bis die Briten sie schließlich vollends verdrängten.
Das koloniale und antikommunistische Estado Novo-Regime in Portugal unterhielt weder mit der 1962 gegründeten Jemenitischen Arabischen Republik (Nordjemen) noch mit der seit 1967 sozialistischen Demokratischen Volksrepublik Jemen (Südjemen) diplomatische Beziehungen.
Nach der Nelkenrevolution 1974 änderte das nunmehr zur Demokratie zurückgekehrte Portugal seine Außenbeziehungen von Grund auf. Es entließ seine Kolonien in die Unabhängigkeit und nahm direkte Beziehungen zu einer Vielzahl weiteren Länder auf. So ging Portugal am 18. April 1975 diplomatische Beziehungen zu Südjemen und am 23. Mai 1975 zu Nordjemen ein.
In Folge innenpolitischer Unruhen wurden die diplomatischen Beziehungen zwischen Nordjemen und Portugal am 1. Juni 1977 abgebrochen und am 10. Juni 1978 wieder aufgenommen.
Portugals Botschafter in Saudi-Arabien, Pedro Alves Machado, akkreditierte sich am 26. Oktober 1982 als erster portugiesischer Vertreter im Nordjemen.
Portugal richtete bisher keine eigene Vertretung in den beiden jemenitischen Staaten ein, die sich am 22. Mai 1990 zur Republik Jemen vereinigten. Auch das neue Jemen eröffnete keine Botschaft in Portugal.
Auf seiner Reise durch den Nahen Osten besuchte der portugiesische Außenminister Luís Amado im April 2008 den Jemen. Der jemenitische Außenminister Abu Bakr Abdallah al-Qirbi formulierte bei der Pressekonferenz nach der Unterzeichnung eines bilateralen Memorandum of Understandings zu regelmäßigen gegenseitigen Besuchen seine Hoffnung auf ein stärkeres Engagement Portugals im Jemen. Die Portugiesen seien vor 500 Jahren hier ansässig gewesen und haben keine Ressentiments hinterlassen, so al-Qirbi, der auch die neutrale Haltung Portugals in Konflikten der Region hervorhob, mit der das Land sich als Vermittler anböte. Amado pflichtete ihm bei und bestätigte den Willen Portugals, stärker für die Unterstützung des Jemens in der EU einzutreten. Portugal habe keine starke Präsenz in der Region, doch sei das Land ein wichtiger Partner des Jemens und möchte als ein Verteidiger der jemenitischen Interessen in der EU bekannt sein, so Amado.
In Folge der zunehmend instabilen Lage seit den Protesten im Jemen 2011/2012, die in die Militärintervention im Jemen seit 2015 mündete, nahmen die jemenitisch-portugiesischen Beziehungen danach nicht wie geplant zu.

## Diplomatie
Portugal unterhält keine eigene Botschaft im Jemen, das Land gehört zum Amtsbezirk des portugiesischen Botschafters in der saudi-arabischen Hauptstadt Riad.
Der Jemen unterhält ebenfalls keine eigene Botschaft in Portugal, sondern ist dort mit seinem Vertreter in der spanischen Hauptstadt Madrid doppelakkreditiert.
Auch gegenseitige Konsulate sind nicht eingerichtet.

## Wirtschaft

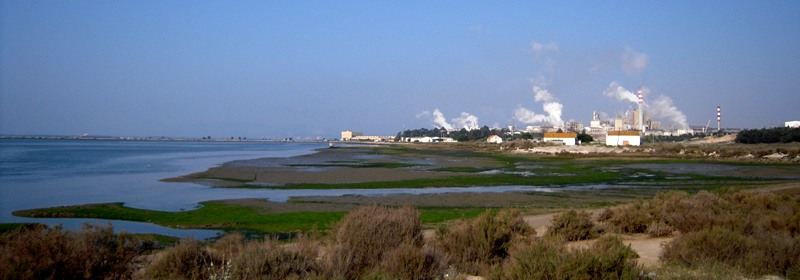
Fabrik der Portucel Soporcel in Setúbal: Papier ist wichtigstes Hauptexportgut Portugals in den Jemen

Die portugiesische Außenhandelskammer AICEP ist nicht im Jemen vertreten, zuständig ist das AICEP-Büro in der saudi-arabischen Hauptstadt Riad.
Im Jahr 2015 exportierte Portugal Waren im Wert von 0,437 Mio. Euro in den Jemen (2014: 2,660 Mio.; 2013: 1,163 Mio.; 2012: 1,423 Mio.; 2011: 0,412 Mio.), davon 27,8 % Papier und Zellulose, 20,5 % Fahrzeuge und Fahrzeugteile, 15,1 % Kunststoffe, 9,9 % Maschinen und Geräte und 9,5 % Lebensmittel.
Im gleichen Zeitraum lieferte der Jemen Waren im Wert von 0,011 Mio. Euro an Portugal (2014: - ; 2013: 0,162 Mio.; 2012: 0,207 Mio.; 2011: 0,664), ausschließlich Warenmuster aus Kunststoff. 2011 hatte der Jemen noch für 383.000 Euro landwirtschaftliche Erzeugnisse und für 281.000 Euro Textilien geliefert, seine Exporte sind jedoch mit dem Bürgerkrieg seit 2013 weitgehend versiegt.
Damit stand der Jemen 2015 für den portugiesischen Außenhandel an 170. Stelle als Abnehmer und an 174. Stelle als Lieferant, während Portugal im jemenitischen Außenhandel damit an 62. Stelle unter den Abnehmern und an 63. Stelle unter den Lieferanten stand.